# Spermophora paluma
Spermophora paluma là một loài nhện trong họ Pholcidae. Loài này được phát hiện ở Queensland.